# 秋山源兵衛 (衆議院議員)
秋山 源兵衛（あきやま げんべえ、1860年（万延元年5月） - 1917年（大正6年）12月23日）は、日本の政治家、衆議院議員（2期）。

## 経歴
安房国安房郡北条村(のち千葉県安房郡北条町→館山北条町、現・館山市)出身。和漢学を修め、酒屋を営み、村会議員、北条町会議員、学務委員、安房郡会議員、所得税調査委員などを歴任する。また、安房銀行監査役となり、日本赤十字社の終身社員となる。
1898年3月の第5回衆議院議員総選挙において千葉8区から進歩党公認で立候補して初当選する。8月の第6回衆議院議員総選挙では憲政本党公認で立候補して再選する。1902年の第7回衆議院議員総選挙は不出馬。1917年に死去した。